# Felix von Kraus (Mediziner)
Felix Kraus, ab 1864 Ritter von Kraus (* 1805 in Hennersdorf, Österreichisch Schlesien; † 28. Februar 1875 in Wien) war ein österreichischer Generalstabsarzt, der 1864 nobilitiert wurde. 

## Leben
Kraus studierte zunächst Philosophie an der Universität Wien. 1824 trat er als Praktikant in den feldärztlichen Dienst und wurde 1825 Unterarzt im Infanterieregiment 45. Anschließend besuchte er den Höheren Lehrkurs an der Medizinisch-chirurgischen Josephsakademie in Wien, wo er 1831 zum Dr. med. et chir. promoviert wurde. Zudem erlangte er einen Magistergrad im Bereich der Augenheilkunde und der Geburtshilfe. 
Danach war er ab 1832 an diversen Infanterieregimentern als Regimentsarzt tätig. In dieser Zeit erlangte er Aufmerksamkeit in den wissenschaftlichen Fachkreisen. Für die Beantwortung der akademischen Preisfrage „Ueber Darmgeschwüre bei nervösen Fiebern“ wurde ihm 1836 ein wissenschaftlicher Preis zugesprochen. 1841 folgte die Preisschrift „Eigentümlichkeiten und Krankheiten der Armee“. 
Ab 1837 wirkte Kraus als Regimentsarzt in Prag und studierte daneben an der Karls-Universität Prag. 1846 wurde er kurzzeitig nach Galizien versetzt und 1848 erstmals in wichtigen Armeeangelegenheiten zu Rate gezogen. 1850 erfolgte die Beförderung zum Stabsarzt. 1851 wurde er mit der stabsärztlichen Direktion beim Landesgeneralkommando in Prag betraut und noch im selben Jahr zum Dirigierenden Stabsarzt beim Landesgeneralkommando in Ungarn ernannt. 1854 erfolgte die Ernennung zum Leiter der Sanitätsdirektion bei der operierenden III. Armee.
1859 wurde Kraus zum Sanitätsreferenten beim Armeegeneralkommando befördert. Sein stetiger Aufstieg führte ihn 1861 in die feldärztliche Organisationskommission des k.u.k. Kriegsministeriums und 1864 zur Ernennung zum Generalstabsarzt mit Nobilitierung sowie seine Berufung zum Referenten für Sanitätsangelegenheiten im Kriegsministerium. 1867 trat er in den Ruhestand.
Kraus wurde durch die Nobilitierung zum Stammvater der Ritter von Kraus. Zu seinen Söhnen zählt der Historiker Viktor von Kraus sowie der Generalstabsarzt Carl von Kraus, zu seinen Enkeln der Sänger Felix von Kraus und der Germanist Carl von Kraus.

## Wirken
Kraus galt als profunder Kenner des österreichischen Militärsanitätswesens. In seiner Amtszeit gestaltete er in Ungarn den Feldsanitätsdienst um. Außerdem erlangte er Verdienste bei der Einführung der Schiffsambulanzen und Zeltspitäler. Durch seine Initiative wurde die Isolierung der ansteckend Erkrankten eingeführt. Während seiner Tätigkeit im Wiener Kriegsministerium wurde die Ausbildung der Militärärzte vereinheitlicht und das Militärsanitätskomitee reorganisiert.
Kraus galt als Organisationstalent und guter Mediziner. Trotz seines unermüdlichen Kampfes gegen Mängel im Militärsanitätswesen genoss er große Anerkennung. So soll Erzherzog Albrecht an seinem Grab gesagt haben: „Er war gleich ausgezeichnet als Arzt, wie als Mensch und Staatsdiener. Ich theile Ihren Schmerz.“

## Werke (Auswahl)
- Eigentümlichkeiten und Krankheiten der Armee, 1841.
- Anleitung zum praktischen Militär-Sanitätsdienst, 2 Bände, 1844.
- Systematische Darstellung des Militär-Sanitätsdienstes in der k. k. Armee im Frieden und im Felde, 2 Bände, 1858.
- Das Kranken-Zerstreuungs-System als Schutzmittel bei Epidemien im Frieden und gegen die verheerenden Contagien im Kriege, 1861.